# Francisco Betancourt Sosa
Francisco Javier Betancourt Sosa, (Ciudad de Nutrias, Estado Barinas, Venezuela, 26 de noviembre de 1902-San Cristobal, Estado Táchira, Venezuela, 1 de junio de 1995) fue un personaje ilustre que se dedicó al servicio en diferentes áreas como empresario, banquero, político, y escritor. Ejerció las más altas magistraturas de los estados Barinas y Táchira. Fue presidente durante 14 años del Banco de Fomento Regional Los Andes (Banfoandes).

## Reseña biográfica
Nacido en los llanos de Barinas, residió la mayoría de su vida en la capital del estado andino de Táchira, San Cristóbal. Participó en la insurrección del 7 de abril de 1928 contra el gobierno de Juan Vicente Gómez, junto a estudiantes como Romulo Betancourt, entre otros, lo que lo confinó a ocho años de encierro en La Rotunda, .
Después de la caída de la dictadura de Gómez, se desempeñó como Secretario Privado del Presidente del estado Barinas hasta que fue designado diputado a la Asamblea Legislativa del mismo estado. Años más tarde ejerció la primera magistratura de su estado natal en dos oportunidades: primero como Presidente designado por el General Isaías Medina Angarita, y segundo como Gobernador entre 1948 y 1949. Contrajo matrimonio en 1941 con María Oliva Ramirez Segnini, criando a 8 hijos entre ellos: José Luis (expresidente de Fedecamaras).

## Libros Publicados
- Pueblo en rebeldía : relato histórico de la sublevación militar del 7 de abril de 1928 (1959).
- Barinas y Táchira, de ayer, de hoy y de mañana (1966).
- Semilla de inquietud (1971).
- La calzada : escuela de centauros (1978).
- Don Ángel, un hombre que cumple un año (1982).
- General Pedro Felipe Sosa (1983).
- La Federación en el Táchira (1985).
- Páez: resumen de su vida histórica, militar y civil (1994).[6]